# El Acróbata
El Acróbata de Tlatilco o, simplemente, Acróbata es una escultura de cerámica correspondiente al período preclásico mesoamericano, concretamente a la cultura de Tlatilco, cultura arqueológica que floreció en el Valle de México en dicho período (siglos XIII-VIII a. C.).

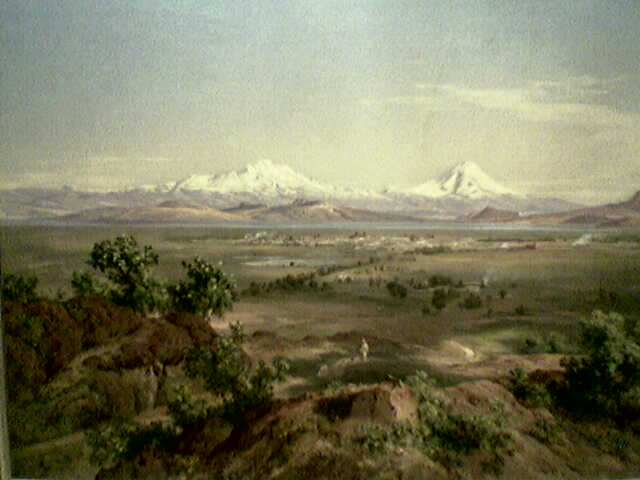
Pintura del Valle de México por José María Velasco

## Hallazgo
La pieza fue encontrada en Tlatilco, (asentamiento prehispánico del valle de México, situado cerca de la comunidad del mismo nombre en el estado de México), dentro del enterramiento 154. La cultura de Tlatilco fue una de las primeras en asentarse en el Anáhuac, a las orillas del lago de Texcoco. 

## Simbología
Representa a un hombre en posición acrobática posiblemente en proceso de trance, y que está relacionada con los ritos religiosos de los chamanes, que quedaron reflejados en esta y en numerosas cerámicas de la época.

## Características
- Estilo: Cultura de Tlatilco con influencias olmecas.
- Técnica: alfarería.
- Material: cerámica.
- Altura: 25 centímetros.

## Conservación
La pieza se exhibe de forma permanente en el Museo Nacional de Antropología (México) situado en Ciudad de México.